# Élections législatives de 2012 dans l'Aveyron
Les élections législatives françaises de 2012 se déroulent les 10 et 17 juin 2012. Dans le département de l'Aveyron, trois députés sont à élire dans le cadre de trois circonscriptions, le département n'étant pas concerné par le redécoupage électoral.

## Élus
| Circonscription | Député sortant   | Parti | Parti | Groupe | Député élu ou réélu | Parti | Parti | Groupe |
| --------------- | ---------------- | ----- | ----- | ------ | ------------------- | ----- | ----- | ------ |
| 1re             | Yves Censi       |       | UMP   | UMP    | Yves Censi          |       | UMP   | UMP    |
| 2e              | Marie-Lou Marcel |       | PS    | SRC    | Marie-Lou Marcel    |       | PS    | SRC    |
| 3e              | Alain Marc       |       | UMP   | UMP    | Alain Marc          |       | UMP   | UMP    |

## Positionnement des partis
- En vertu de l'accord PS-EELV, le PS laisse à EELV la troisième circonscription de l'Aveyron. Sa députée sortante de la Deuxième circonscription de l'Aveyron se représente. Le PS respecte la parité en ne présentant que des femmes sur le département[1].
- L'accord PS-EELV permet au parti écologiste d'être soutenu par le PS sur la Troisième circonscription de l'Aveyron. La dissidence de Jean-Dominique Gonzales, conseiller général de Millau, pourrait ne plus avoir lieu, ce dernier ayant proposé d'être le suppléant de Marie-Thérèse Foulquier sur la troisième circonscription de l'Aveyron[2]. EELV présente des candidats sur toutes les circonscriptions de l'Aveyron et présente deux hommes et une femme, cette dernière étant soutenue par le PS[3].
- Le PRG ne présente qu'un seul candidat dans le département, sur la 1re circonscription, sur les deux autres circonscriptions, il soutient la sortante PS Marie-Lou Marcel (2e) et la candidate EELV (3e)[4].

## Résultats

### Analyse
Stabilité politique, les trois sortant sont réélus, Marie-Lou Marcel avec le soutien du MoDem frôle la victoire au premier tour.
Yves Censi est réélu sur le fil et Alain Marc moins largement qu'en 2007.

### Résultats à l'échelle du département
| Parti          | Parti                             | Premier tour | Premier tour | Second tour | Second tour | Sièges |
| Parti          | Parti                             | Voix         | %            | Voix        | %           | Sièges |
| -------------- | --------------------------------- | ------------ | ------------ | ----------- | ----------- | ------ |
|                | Parti socialiste                  | 36 270       | 25,79        | 51 134      | 37,19       | 1      |
|                | Europe Écologie Les Verts         | 13 277       | 9,44         | 21 302      | 15,49       | 0      |
|                | Divers gauche dont MRC            | 7 213        | 5,13         |             |             | 0      |
|                | Parti radical de gauche           | 6 938        | 4,93         | 0           |             |        |
|                | Majorité présidentielle           | 63 698       | 45,29        | 72 436      | 52,68       | 1      |
|                |                                   |              |              |             |             |        |
|                | Union pour un mouvement populaire | 49 659       | 35,31        | 65 071      | 47,32       | 2      |
|                | Divers droite dont DLR, PCD       | 3 578        | 2,54         |             |             | 0      |
|                | Parti radical                     | 1 654        | 1,18         | 0           |             |        |
|                | Droite parlementaire              | 54 891       | 39,03        | 65 071      | 47,32       | 2      |
|                |                                   |              |              |             |             |        |
|                | Front national                    | 11 415       | 8,12         |             |             | 0      |
|                | Front de gauche                   | 8 303        | 5,90         | 0           |             |        |
|                | Extrême gauche dont LO et NPA     | 1 338        | 0,95         | 0           |             |        |
|                | Alliance écologiste indépendante  | 820          | 0,58         | 0           |             |        |
|                | Régionaliste                      | 189          | 0,13         | 0           |             |        |
|                |                                   |              |              |             |             |        |
| Inscrits       | Inscrits                          | 217 957      | 100,00       | 217 960     | 100,00      | 3      |
| Abstentions    | Abstentions                       | 74 289       | 34,08        | 75 563      | 34,67       |        |
| Votants        | Votants                           | 143 668      | 65,92        | 142 397     | 65,33       |        |
| Blancs et nuls | Blancs et nuls                    | 3 014        | 2,1          | 4 890       | 3,43        |        |
| Exprimés       | Exprimés                          | 140 654      | 97,9         | 137 507     | 96,57       |        |

### Résultats par circonscription

#### Première circonscription (Rodez)
| Candidat       | Candidat                 | Parti          | Premier tour | Premier tour | Second tour | Second tour |  |
| Candidat       | Candidat                 | Parti          | Voix         | %            | Voix        | %           |  |
| -------------- | ------------------------ | -------------- | ------------ | ------------ | ----------- | ----------- |  |
|                | Yves Censi sortant réélu | UMP            | 19 487       | 39,83        | 24 311      | 50,67       |  |
|                | Monique Bultel-Herment   | PS             | 13 829       | 28,27        | 23 666      | 49,33       |  |
|                | Stéphane Mazars          | PRG (MoDem)    | 6 938        | 14,18        |             |             |  |
|                | Jean-Guillaume Remise    | RBM (FN)       | 3 990        | 8,16         |             |             |  |
|                | Guilhem Serieys          | FG (PG) (PCF)  | 2 708        | 5,54         |             |             |  |
|                | Bruno Bérardi            | EÉLV           | 1 478        | 3,02         |             |             |  |
|                | Marie-Line Faixa         | AÉI            | 337          | 0,69         |             |             |  |
|                | Arlette Saint-Avit       | LO             | 158          | 0,32         |             |             |  |
|                |                          |                |              |              |             |             |  |
| Inscrits       | Inscrits                 | Inscrits       | 75 452       | 100,00       | 75 453      | 100,00      |  |
| Abstentions    | Abstentions              | Abstentions    | 25 655       | 34           | 25 831      | 34,23       |  |
| Votants        | Votants                  | Votants        | 49 797       | 66           | 49 622      | 65,77       |  |
| Blancs et nuls | Blancs et nuls           | Blancs et nuls | 872          | 1,75         | 1 645       | 3,32        |  |
| Exprimés       | Exprimés                 | Exprimés       | 48 925       | 98,25        | 47 977      | 96,68       |  |

#### Deuxième circonscription (Villefranche-de-Rouergue)
| Candidat       | Candidat                         | Parti                    | Premier tour | Premier tour | Second tour | Second tour |  |
| Candidat       | Candidat                         | Parti                    | Voix         | %            | Voix        | %           |  |
| -------------- | -------------------------------- | ------------------------ | ------------ | ------------ | ----------- | ----------- |  |
|                | Marie-Lou Marcel sortante réélue | PS (PRG, MoDem)          | 22 441       | 49,65        | 27 468      | 63,49       |  |
|                | Laurent Tranier                  | UMP                      | 12 416       | 27,47        | 15 798      | 36,51       |  |
|                | Philippe Bramm                   | RBM (FN)                 | 3 480        | 7,70         |             |             |  |
|                | Aline Luang-Vannazy              | FG (Divers gauche) (PCF) | 2 904        | 6,43         |             |             |  |
|                | Jean-Louis Calmettes             | MÉI (EÉLV)               | 1 661        | 3,68         |             |             |  |
|                | Christophe Pourcel               | PRV                      | 1 654        | 3,66         |             |             |  |
|                | Yann Puech                       | NPA                      | 428          | 0,95         |             |             |  |
|                | Philippe Molinié                 | LO                       | 212          | 0,47         |             |             |  |
|                |                                  |                          |              |              |             |             |  |
| Inscrits       | Inscrits                         | Inscrits                 | 70 585       | 100,00       | 70 570      | 100,00      |  |
| Abstentions    | Abstentions                      | Abstentions              | 24 366       | 34,52        | 25 891      | 36,69       |  |
| Votants        | Votants                          | Votants                  | 46 219       | 65,48        | 44 679      | 63,31       |  |
| Blancs et nuls | Blancs et nuls                   | Blancs et nuls           | 1 023        | 2,21         | 1 413       | 3,16        |  |
| Exprimés       | Exprimés                         | Exprimés                 | 45 196       | 97,79        | 43 266      | 96,84       |  |

#### Troisième circonscription (Millau)
| Candidat       | Candidat                 | Parti                    | Premier tour | Premier tour | Second tour | Second tour |  |
| Candidat       | Candidat                 | Parti                    | Voix         | %            | Voix        | %           |  |
| -------------- | ------------------------ | ------------------------ | ------------ | ------------ | ----------- | ----------- |  |
|                | Alain Marc sortant réélu | PRV (UMP)                | 17 756       | 38,16        | 24 962      | 53,96       |  |
|                | Marie-Thérèse Foulquier  | EÉLV (PS, PRG)           | 10 138       | 21,79        | 21 302      | 46,04       |  |
|                | Béatrice Marre           | diss. PS                 | 7 213        | 15,50        |             |             |  |
|                | Marie-Claude Fayard      | RBM (FN)                 | 3 945        | 8,48         |             |             |  |
|                | Jean-Luc Pouget          | FG (PCF) (Divers gauche) | 2 691        | 5,78         |             |             |  |
|                | Philippe Ramondenc       | Divers droite            | 2 263        | 4,86         |             |             |  |
|                | Norbert Castelltort      | Divers droite            | 1 315        | 2,83         |             |             |  |
|                | Philippe Dargagnon       | AÉI                      | 483          | 1,04         |             |             |  |
|                | Nicolas Bestard          | NPA                      | 366          | 0,79         |             |             |  |
|                | Stéphane Cabrol          | LdM                      | 189          | 0,41         |             |             |  |
|                | Bernard Combes           | LO                       | 174          | 0,37         |             |             |  |
|                |                          |                          |              |              |             |             |  |
| Inscrits       | Inscrits                 | Inscrits                 | 71 920       | 100,00       | 71 907      | 100,00      |  |
| Abstentions    | Abstentions              | Abstentions              | 24 268       | 33,74        | 23 811      | 33,11       |  |
| Votants        | Votants                  | Votants                  | 47 652       | 66,26        | 48 096      | 66,89       |  |
| Blancs et nuls | Blancs et nuls           | Blancs et nuls           | 1 119        | 2,35         | 1 832       | 3,81        |  |
| Exprimés       | Exprimés                 | Exprimés                 | 46 533       | 97,65        | 46 264      | 96,19       |  |